# Sebastian Stöckl

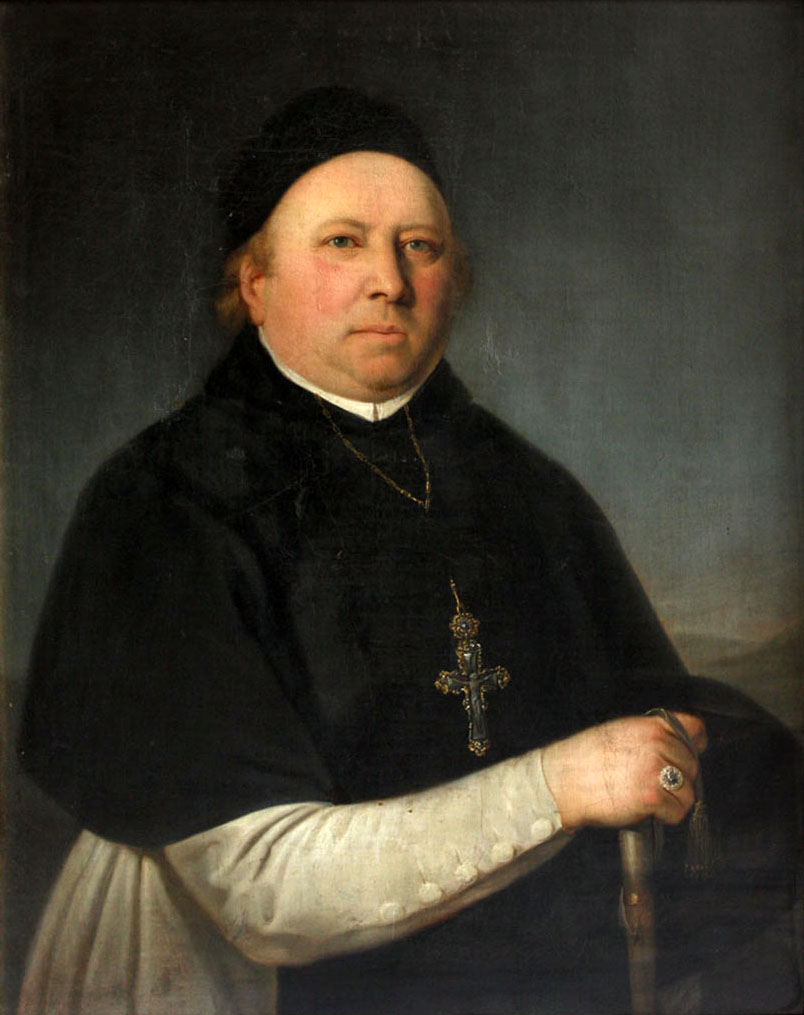
Abade Sebastian Stöckl, retrato de Josef Schöpf

Sebastian Stöckl (* 16 de Agosto de 1752 em Pettneu am Arlberg como Franz Rochus Stöckl; † 10 de Novembro de 1819 em Stams) foi abade do mosteiro de Stams de 1790 a 1819.

## Vida
Franz Rochus Stöckl frequentou a escola jesuíta de gramática em Hall e entrou no mosteiro cisterciense em Stams em 1770 com o nome religioso de Sebastian (ao mesmo tempo que o compositor Stefan Paluselli). Depois de estudar na escola do mosteiro, foi ordenado sacerdote em Trento em 1775. Depois de adquirir sua qualificação de ensino estadual em 1778, ele trabalhou como professor de teologia em Stams até que o imperador José II proibiu os mosteiros de estudar. Em 1785, ele assumiu a ex-paróquia agostiniana em Seefeld e a gestão da propriedade pertencente a ela. Em 1790 foi eleito abade do mosteiro Stams, que também sofreu com as reformas do Josefismo, mas não foi revogado. Somente na época do interregno da Baviera (1806-1814) ele foi colocado sob administração estatal, o que equivalia à revogação. Depois que Tirol foi devolvido à Áustria em 1816, Stöckl conseguiu restaurar o mosteiro, mas já estava tão doente que morreu alguns anos depois.
Como membro do parlamento regional em Bolzano, Stöckl deu início à promessa do estado de Tirol ao Sagrado Coração de Jesus em 1796. A iniciativa resultou no Festival do Sagrado Coração, que ainda desempenha um papel importante na piedade popular tirolesa.

## Comemoração
No brasão municipal de Pettneu am Arlberg, concedido em 1991, um coração homenageia o filho da comunidade como o fundador do Sagrado Coração. Em 2008, a empresa de rifles Pettneu decidiu adicionar “Abt Sebastian Stöckl” ao nome.

## literatura
- H. Kastner: Stöckl, Sebastian. In: Österreichisches Biographisches Lexikon 1815–1950 (ÖBL). Volume 13, Academia Austríaca de Ciências, Viena 2007–2010, ISBN 978-3-7001-6963-5, S. 284 f. (Links diretos para S. 284, S. 285).
- Wolfgang G. Schöpf: Stöckl/Stoeckl, Sebastian. In: Biographisch-Bibliographisches Kirchenlexikon (BBKL). Band 30, Bautz, Nordhausen 2009, ISBN 978-3-88309-478-6, Sp. 1458–1465.
- Wolfgang G. Schöpf: Sebastian Stöckl in der Biographia Cisterciensis, eingesehen am 1. März 2017